# Église Saint-Germain de Loisé
L'église Saint-Germain de Loisé est une église catholique située à Mortagne-au-Perche, en France.

## Localisation
L'église est située dans le département français de l'Orne, sur la commune de Mortagne-au-Perche.
L'église Saint-Germain est encerclée par trois rues :
- rue de Champaillaume, la principale rue de Loisé, qui est aussi la D 8 ;
- rue Saint-Germain ;
- rue du Logis.

La façade sud de l'église est longée par le « mail Michel-Fleury », un parking à l'abri de marronniers.

## Historique
L'édifice est classé au titre des monuments historiques depuis le 19 juin 1972, à l'initiative de Robert Tanné (maire de Mortagne-au-Perche) et de Michel Fleury.

## Préservation
Pour préserver l'église et ce site, l'association de Sauvegarde de l'église de Loisé voit le jour en 2006, sa mission étant de trouver des fonds afin d'effectuer des travaux de restauration. Cette association, désormais dénommée Mortagne-au-Perche patrimoine depuis juin 2019, a élargi son action de sauvegarde et de rayonnement à tout le patrimoine mobilier et immobilier de la ville de Mortagne.

### Manifestations
Le 5 août 2012, avec la ville de Mortagne-au-Perche, le comité des fêtes et les Amis du Perche, l'association coorganise une commémoration en hommage à Michel Fleury. Le matin, après l'office religieux, une plaque "mail Michel Fleury" fut dévoilée par la famille de Michel Fleury, Philippe Siguret et Jean-Claude Lenoir. L'après-midi était consacré aux conférences, données par Georges Poisson, Philippe Siguret et Jean-Pierre Babelon, en mémoire du célèbre historien de Paris.
Le 7 août 2016, avec l'aide de la ville de Mortagne-au-Perche, le comité des fêtes de Loisé, la paroisse Sainte-Céronne-au-Perche, les Amis du Perche, Perche-Canada et les Amis du musée Alain, l'association participe à l'hommage rendu à l'abbé Jean Aubry (1904-1986). En 1948, il avait relancé la messe patronale de la Saint-Germain.
Le 2 novembre 2019, l'église en pénombre s'est éclairée par l'audition de fin du stage "Polyphonies de la Renaissance : Les Antiennes O de l'Avent".
Le 18 août 2023, "Un été lyrique" : Concert à l’église de Saint Germain de Loisé par cinq chanteuses passionnées de musique.

## Architecture

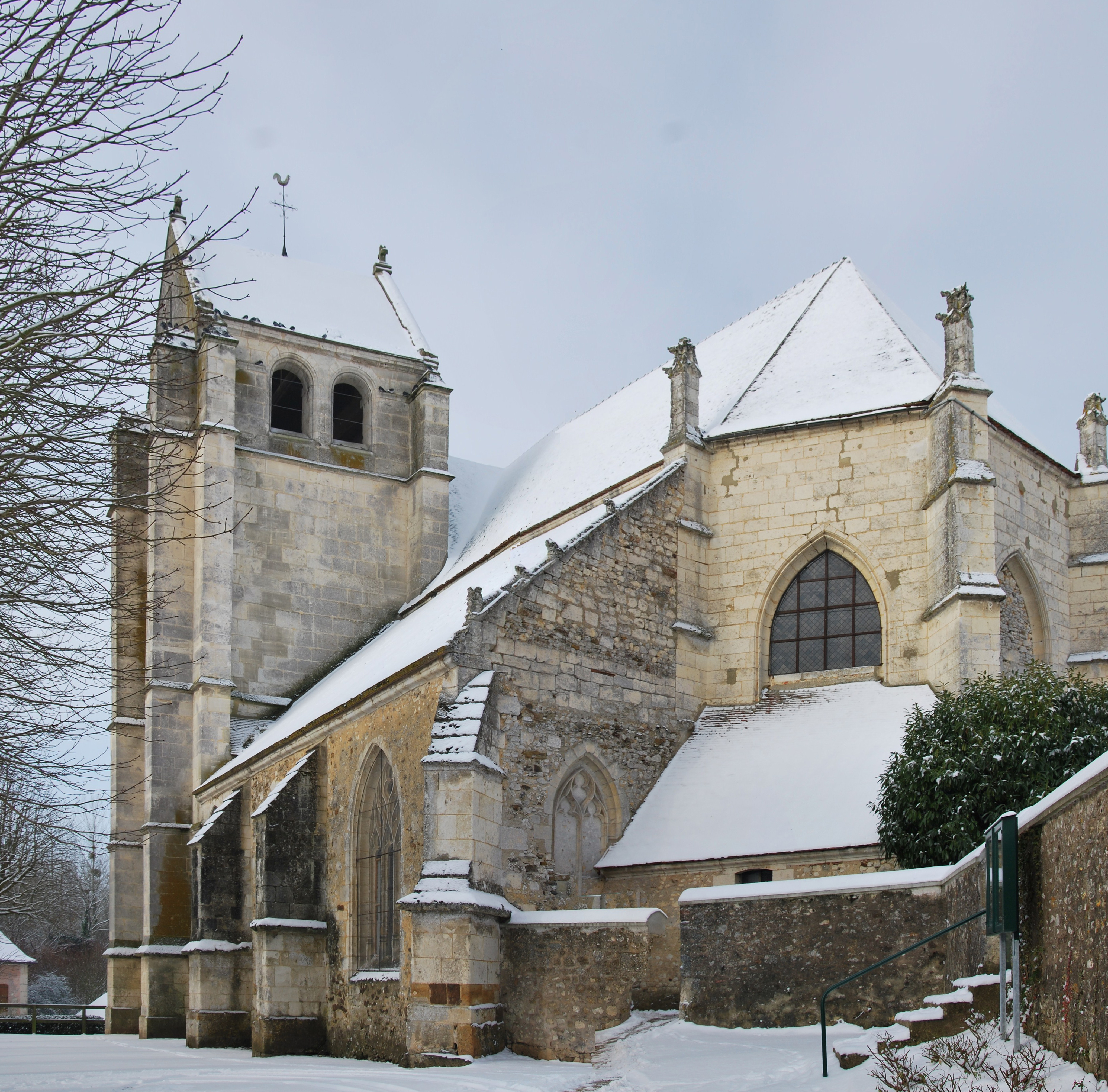
Vue depuis le sud-est.
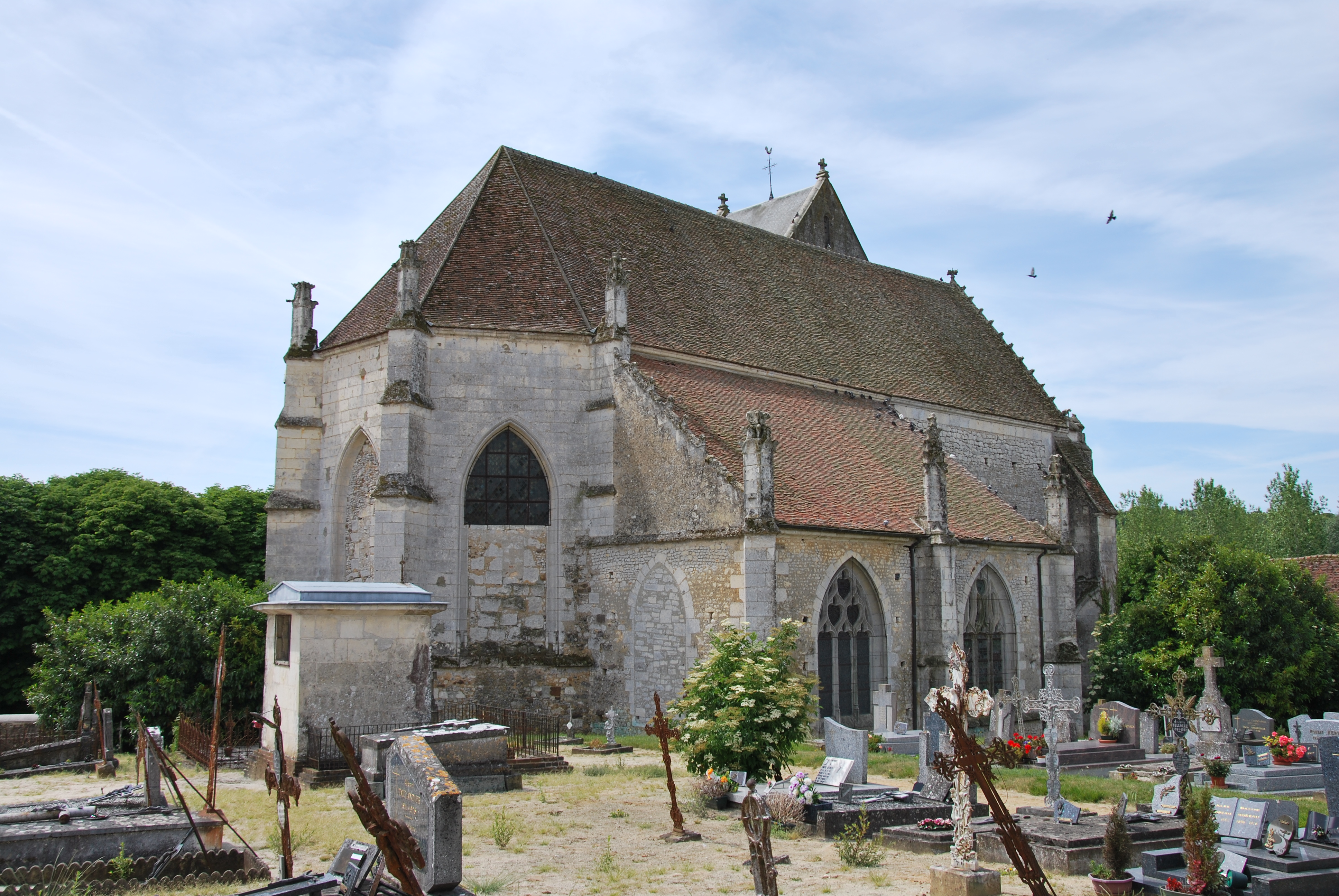
Vue depuis le nord-est.
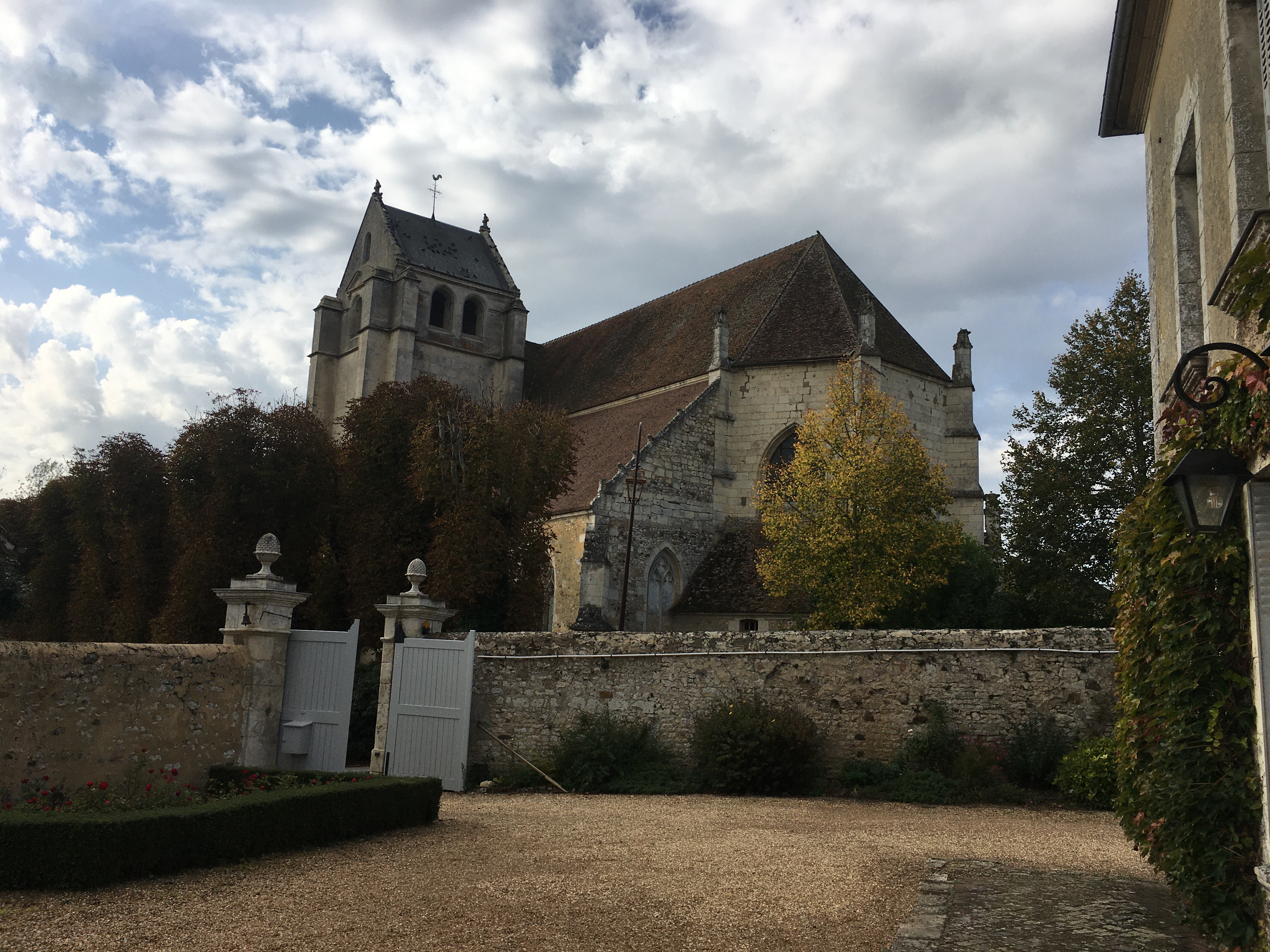
Vue depuis le sud.
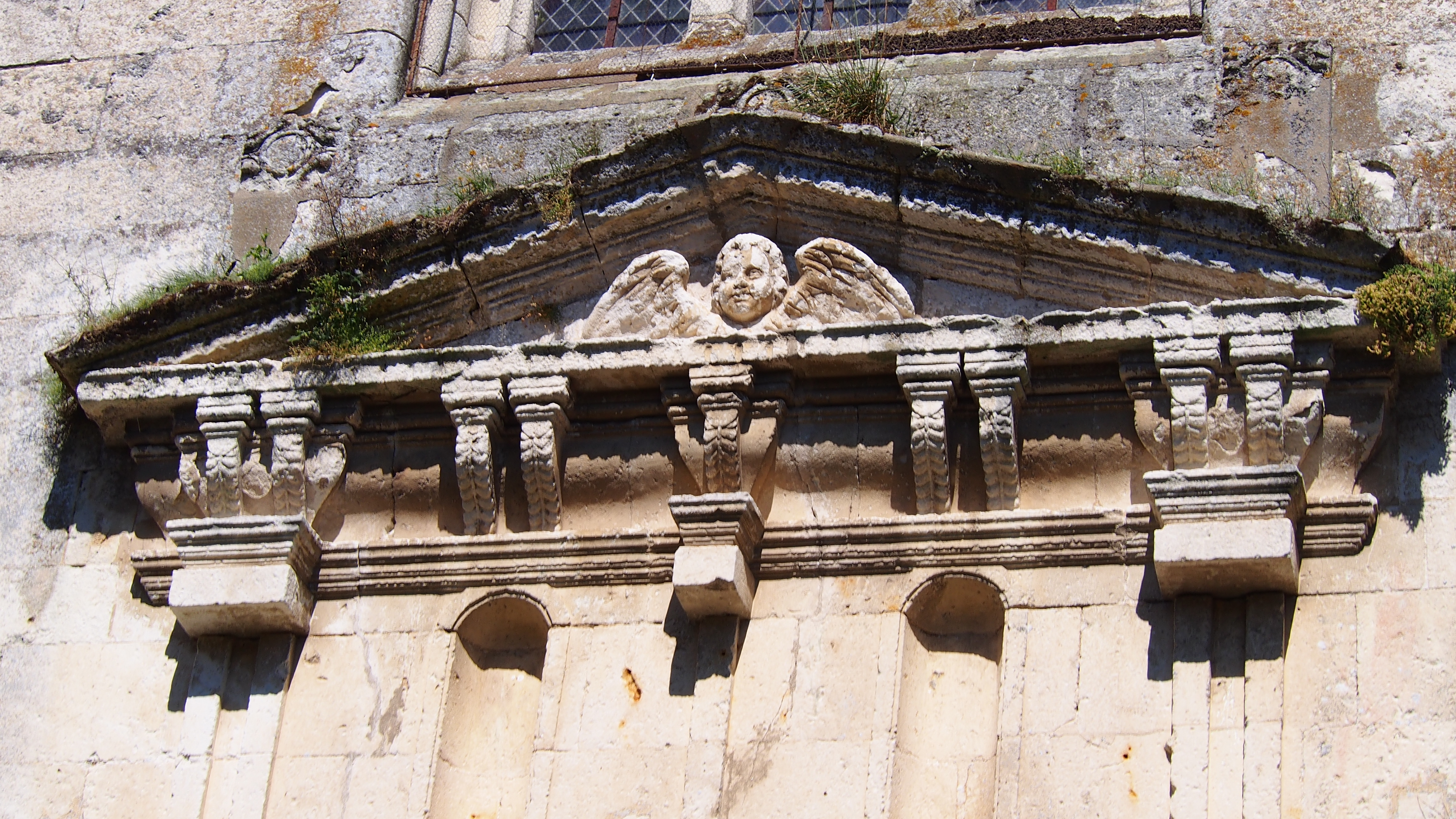
Le fronton du portail occidental.